# Diospyros britannoborneensis
Diospyros britannoborneensis är en tvåhjärtbladig växtart som beskrevs av Bakh. Diospyros britannoborneensis ingår i släktet Diospyros och familjen Ebenaceae. Inga underarter finns listade i Catalogue of Life.